# Bulldozer
Pour les articles homonymes, voir Bulldozer (homonymie).

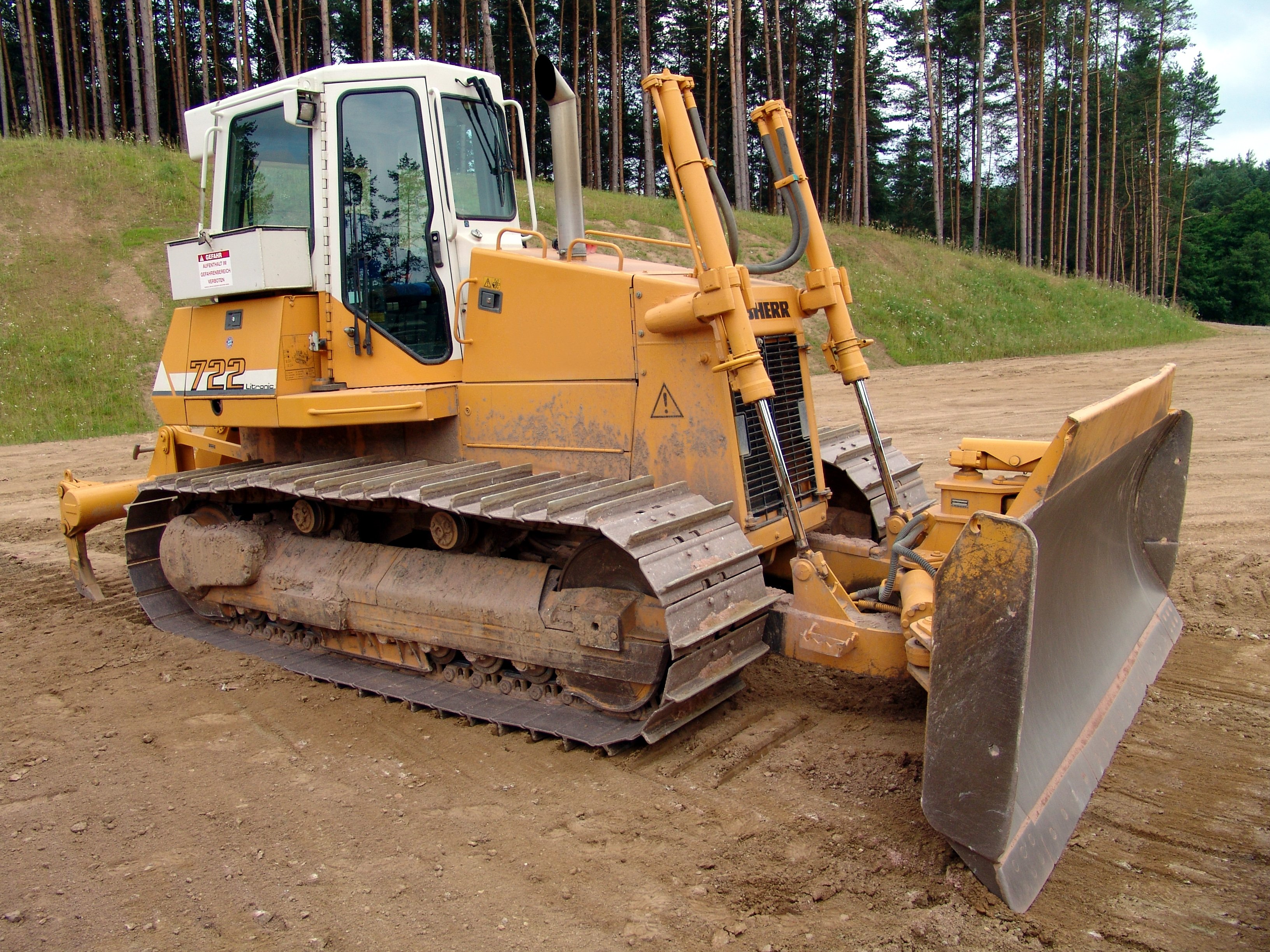
Liebherr 722.

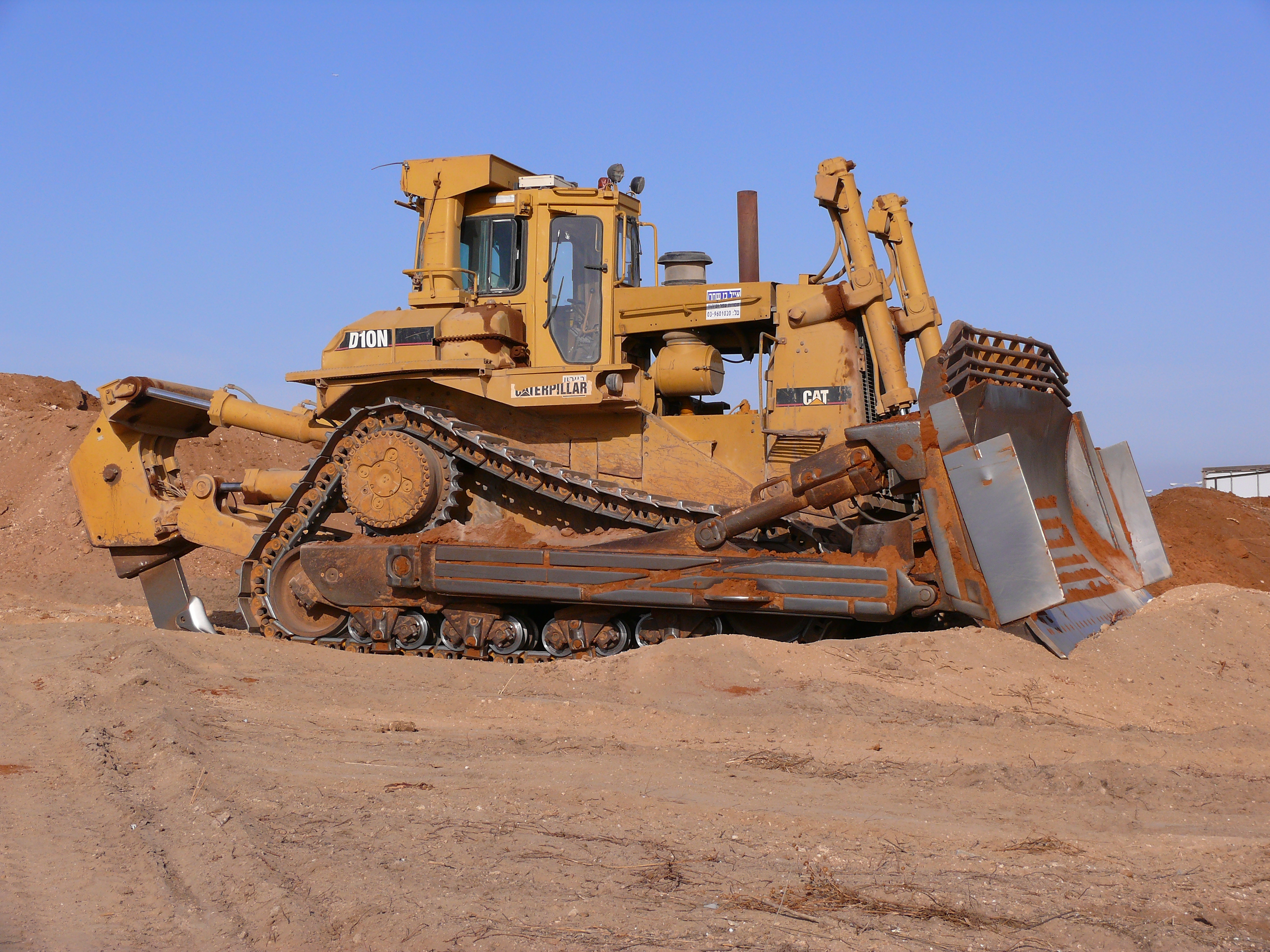
Caterpillar D10N avec sa lame bulldozer à l'avant et un ripper à une dent à l'arrière. Noter la position haute du barbotin.

Un bulldozer (ou bouteur) est un tracteur à chenilles, chaînes ou pneus équipé d'au moins une lame orientable, servant au terrassement et à la démolition.

## Terminologie
En français, le terme « bulldozer », parfois orthographié « bulldozeur », est très généralement employé. Néanmoins, dans les années 1970, plusieurs mots sont proposés pour remplacer cet emprunt à l'anglais et le terme « bouteur » entre alors dans l'usage. Celui-ci est recommandé par l'OQLF  et par la Commission générale de terminologie et de néologie de 1986 à 2000 où il a été retiré, n'ayant pas réussi à s'imposer. Familièrement, les professionnels parlent de « bull ».

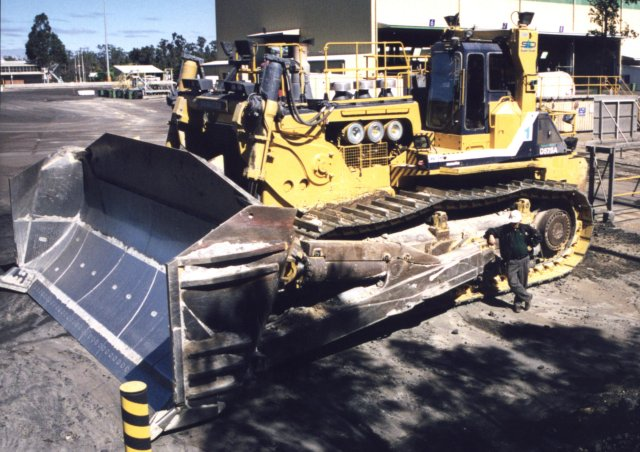
Komatsu 575. Le personnage accoudé à la chenille donne l'échelle.

## Description
Le bulldozer est un tracteur à chenilles (rarement sur pneus) muni d'une lame frontale permettant de déplacer d'importants volumes de matériaux. L'outil de terrassement est une lame profilée portée par deux bras articulés qu'un mécanisme hydraulique permet de rabaisser ou de relever. Sur de nombreux modèles, la position haute du pignon d'entraînement (barbotin) des chenilles, une innovation Caterpillar, permet d'augmenter la garde au sol et de prolonger la durée de vie des trains de chenilles (au détriment de la stabilité). Toutefois, un tracteur à chenilles est de toute façon un engin très stable comparativement à un engin à roues. Il peut travailler sur des terrains assez instables et pentus, franchir des fossés et pivoter à 180° sur place.

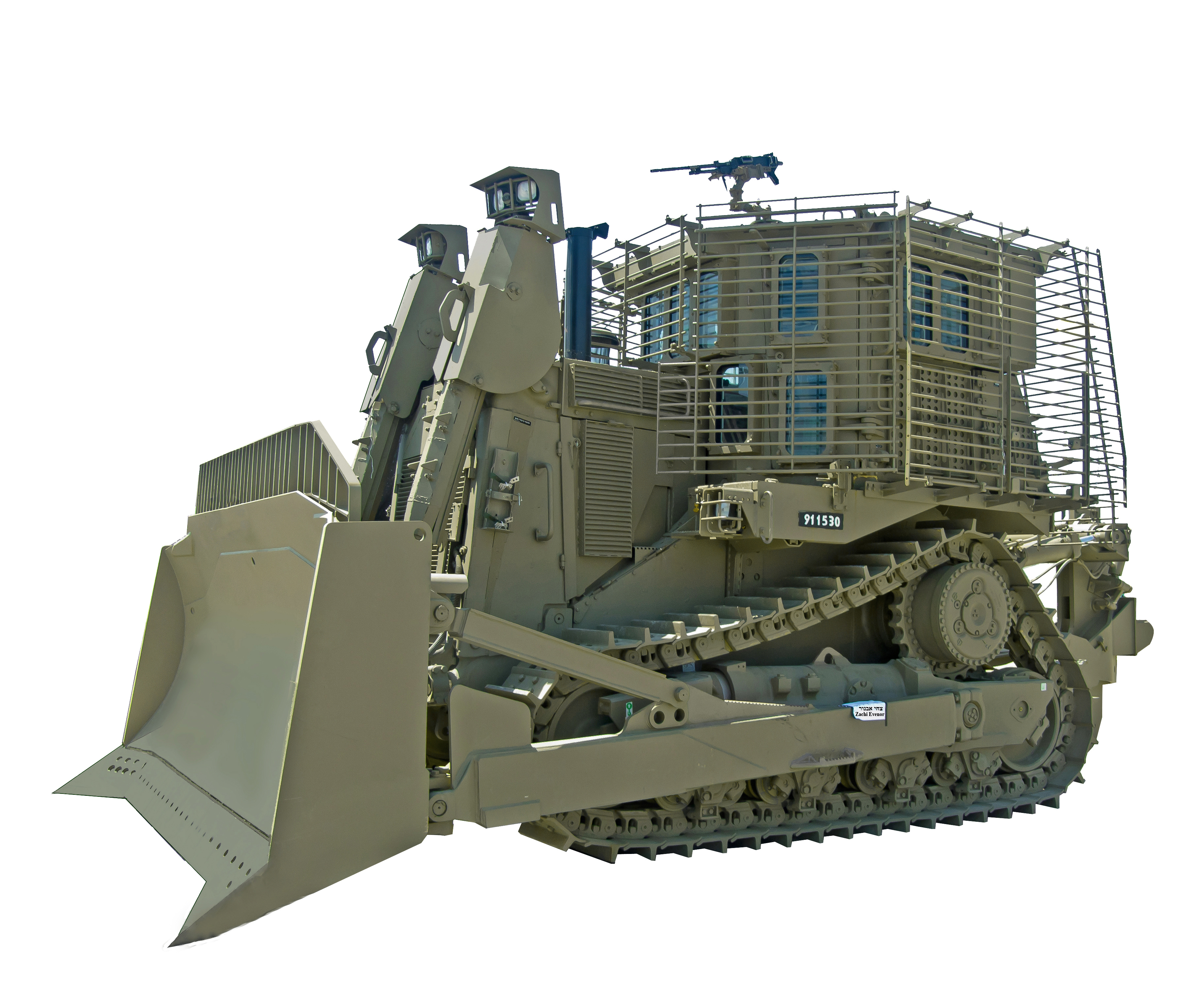
Caterpillar D9R blindé de l'armée israélienne.

Il pèse classiquement une vingtaine de tonnes et a une puissance d'environ 250 chevaux (comme le bulldozer moyen Caterpillar D7). Il existe des bulldozers de 10 à 100 t et de 70 à 1000 chevaux et des mini-bulldozers d'un poids de 5 t et d'une puissance de 20 à 35 chevaux éventuellement montés sur chenilles caoutchouc. La largeur de la lame varie de 1,80 à 6,00 m. Son poids rend cet engin peu mobile ; il peut atteindre 12 km/h. Le Komatsu D 575 (1000 chevaux) est le plus gros bulldozer construit en série au monde ; il est essentiellement utilisé dans les grandes mines à ciel ouvert.
Le bulldozer est principalement utilisé pour les chantiers de terrassement, de démolition, d'aménagement de grands espaces et de construction et est souvent accompagné de pelleteuses.
Si la lame est en position basse, l'engin fait un terrassement par raclage avec une profondeur de coupe de 20 à 30 cm. En mettant la lame en position intermédiaire, on peut régler des tas de déblais en couches d'épaisseur définie. Le travail de nivellement peut être contrôlé par télémétrie. La position haute est une position de transport.
Sur certains engins, la lame est inclinable par pivotement autour d'articulations. Ce mouvement est commandé par des vérins hydrauliques. Ces engins sont appelés « angledozers », « tiltdozers », « tipdozers » ou « bouteurs biais » suivant le type d'inclinaison. Les angledozers peuvent aplanir des tas de déblais en les rejetant sur le côté.
Généralement, les bulldozers sont équipés d'un ripper (« défonceuse », « déracineur » ou « griffes » en français) à l'arrière pour ameublir le terrain avant décapage ou pour le sous-solage en agriculture et sylviculture. Il peut comporter une dent ou plusieurs, éventuellement munies de socs (pièces d'usure). Le nombre de dents à adopter résulte de l'analyse du sol à traiter et dépend de sa compacité et de la pente ainsi que de la puissance du bulldozer.

## Utilisation

### Rôles en génie civil
Le bulldozer et l'angledozer sont des engins commodes pour :
- niveler des terrains ;
- décaper de la terre végétale ;
- décaper dans les carrières et mines;
- faire le régalage des terres ;
- monter des matériaux en tas ou terrils ;
- Remonter et tasser dans les décharges ;
- déboiser ;
- pousser des décapeuses ;
- dégager au ripper le terrain en profondeur avant construction ou déraciner et décompacter avant plantation fruitière ou forestière.

### Autres utilisations de la plate-forme

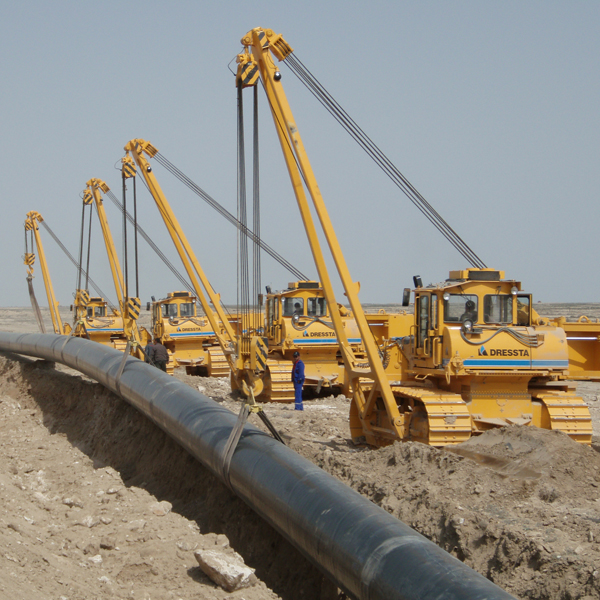
Poseurs de canalisation en activité.

Le bulldozer étant un engin très stable et manœuvrable sur des terrains non préparés, il constitue une plateforme intéressante pour certains travaux. Par exemple, il peut servir de poseur de canalisations, grâce à l'ajout d'un mât latéral (side boom).

## Lames adaptables
Des « lames dozer » (traduction de dozer blade) ou des « lames bull » de tailles et de formes variées peuvent être adaptées sur d'autres engins : tracteur agricole (en position frontale ou arrière), chargeur sur pneus, pelle mécanique hydraulique (d'une efficacité réduite, elles sont cependant très appréciées sur les minipelles où elles servent à contenir les matériaux au chargement et contribuent à la stabilité), compacteur de sol, char de combat, etc.

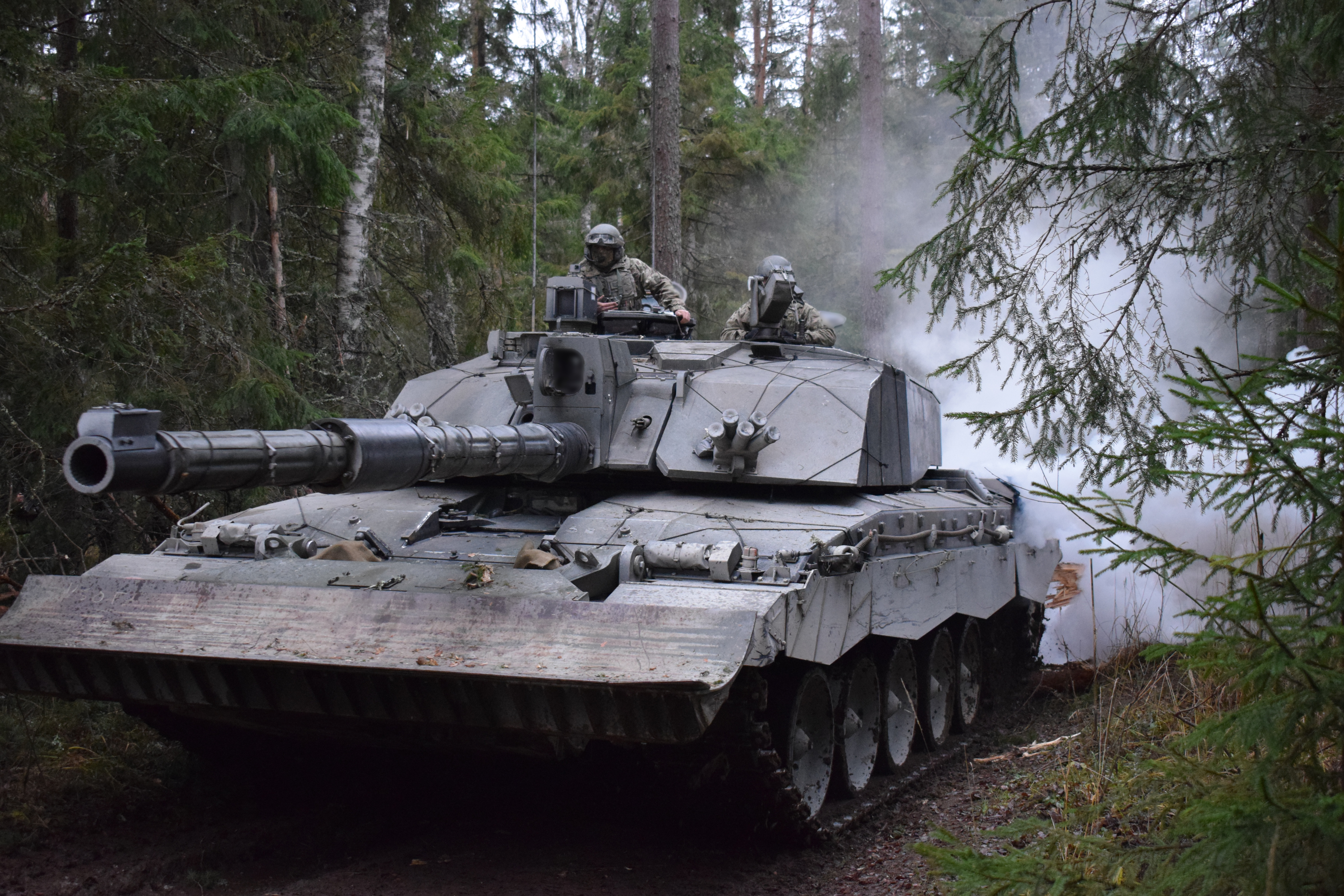
Char Challenger équipé d'une  « lame dozer » pour dégager des arbres abattus intentionnellement. Elle participe aussi au blindage frontal.
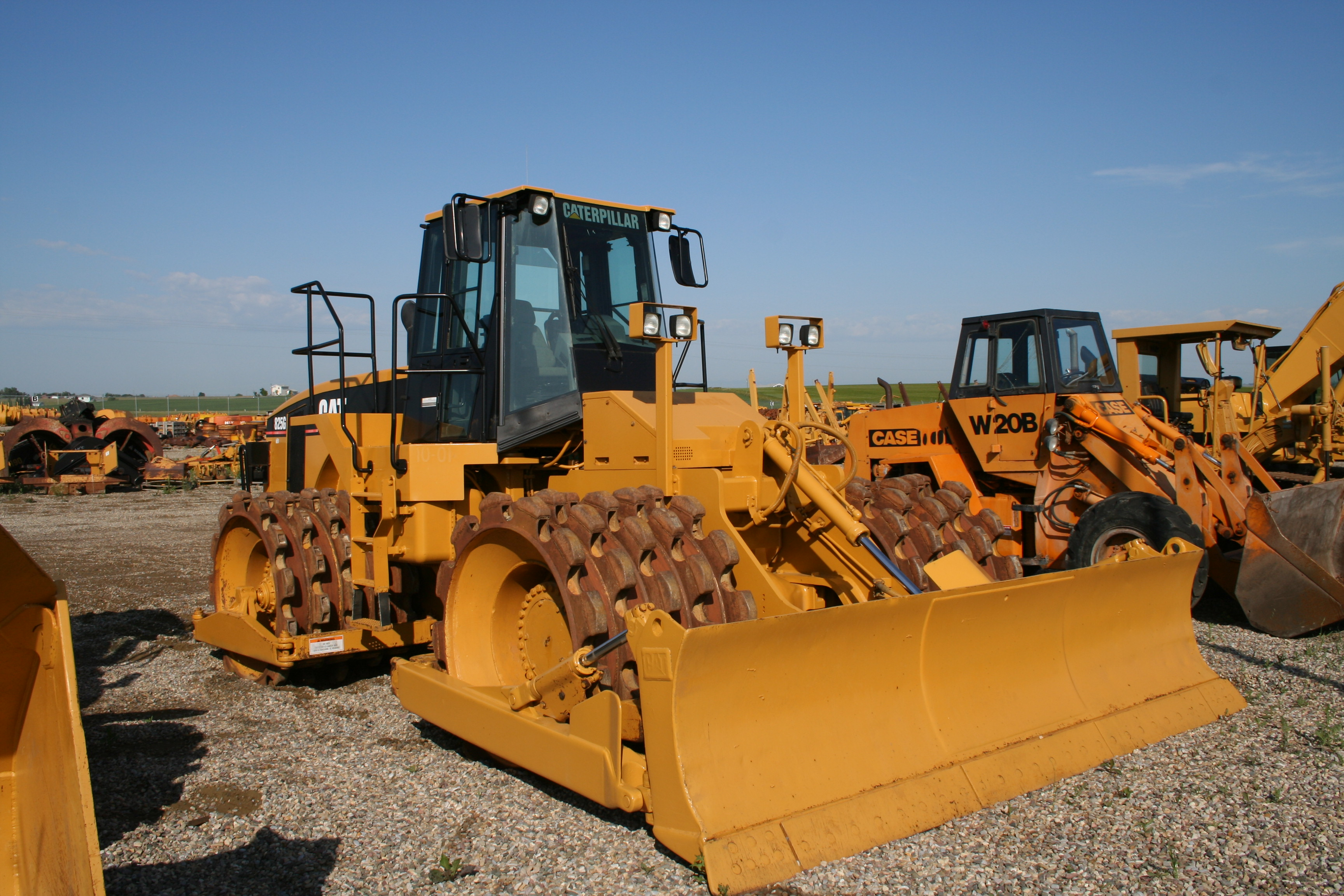
Lame bull sur un compacteur à pieds de mouton.
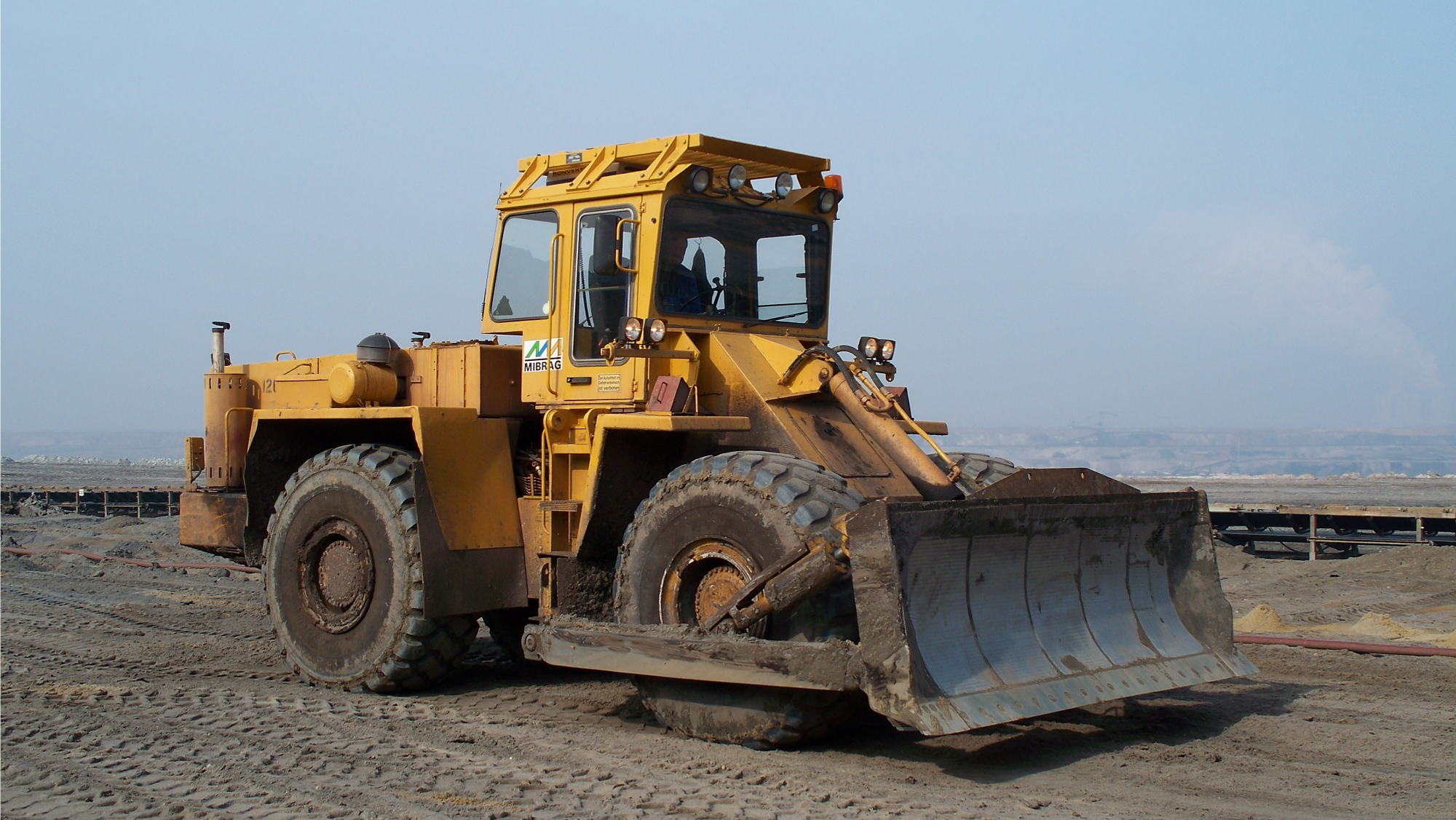
Un bulldozer à roues Zettelmeyer ZD 3001 dans la mine à ciel ouvert de lignite Vereinigtes Schleenhain, Allemagne : le châssis est celui d'un chargeur sur pneus.

## Types de lames
Les lames angledozer (angle déviant de la perpendiculaire à l'avancement), tiltdozer (inclinaison à gauche ou à droite de la lame), tipdozer (lame à angle d'entrure réglable) ne sont que des lames ordinaires, mais elles sont orientables à volonté. Un grand nombre de bulldozers présentent une ou plusieurs de ces possibilités.

### Lame de pousse
Lame permettant de pousser sans les abîmer d'autres engins tels que décapeuse, tombereau en difficulté… Cet équipement machine peut s'avérer incontournable pour pousser les décapeuses ordinaires.

### Lame rehausse tas
Lame haute pour remonter des tas de matériaux légers semi-fluides tels que céréales…

### Godet drop

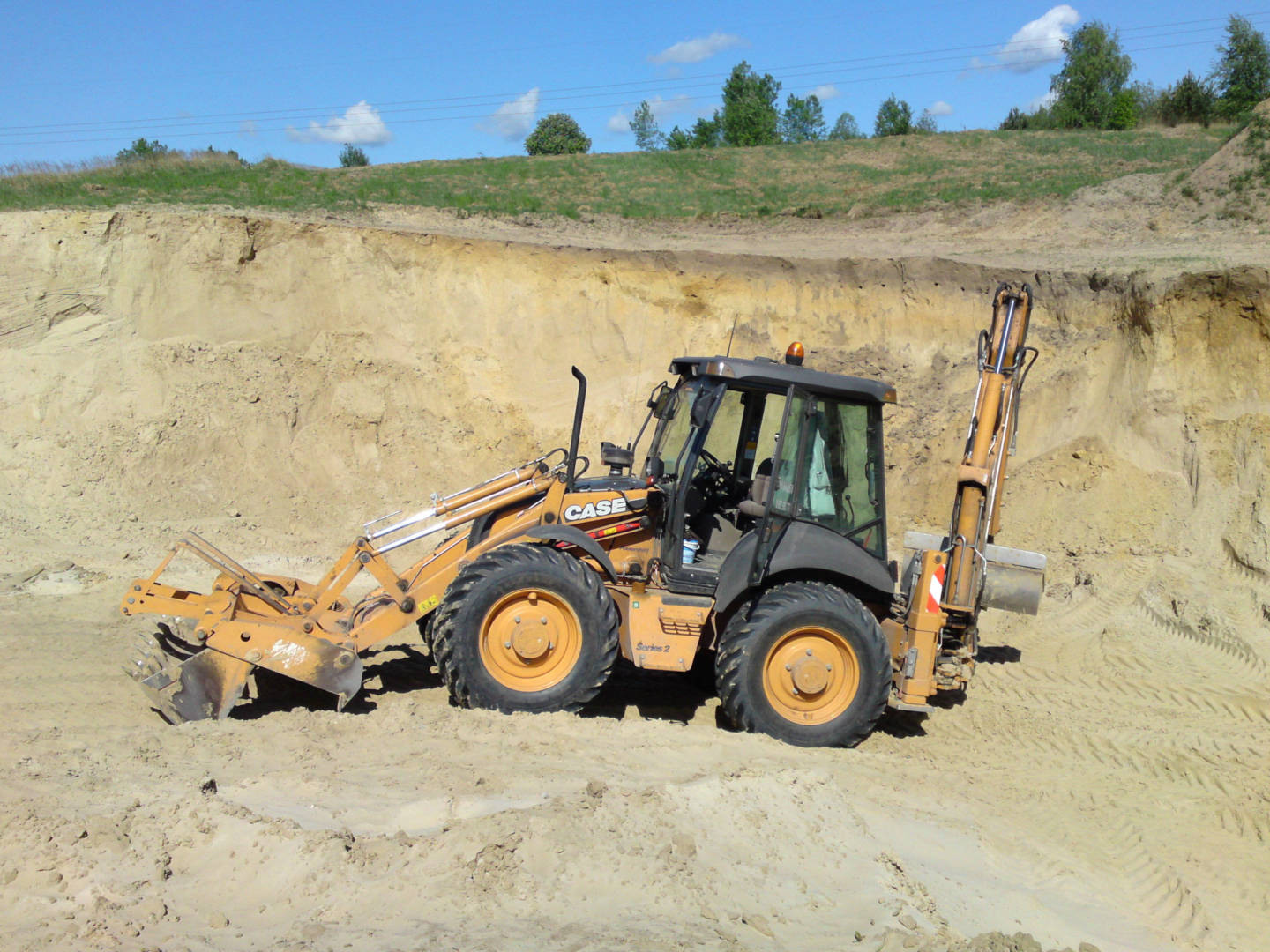
Tractopelle avec godet clamshell ouvert. Il peut ainsi opérer en mode bulldozer.

Certains godets de chargement présentent une ouverture par le fond permettant un vidage plus efficace du godet et surtout une utilisation immédiate en lame bull lorsque le fond est complètement relevé. Ce dispositif, souvent employé sur les tractopelles, les chargeurs sur pneus ou chenilles et les mini-bulldozers, est appelé godet drop, godet Drott (de Drott Manufacturing Company (en)), godet multifonction, clamshell, benne preneuse ou benne en pince.

### Lame peigne
Cette lame ne repousse pas la terre, mais uniquement les éléments les plus gros. Un exemple typique est le déminage.

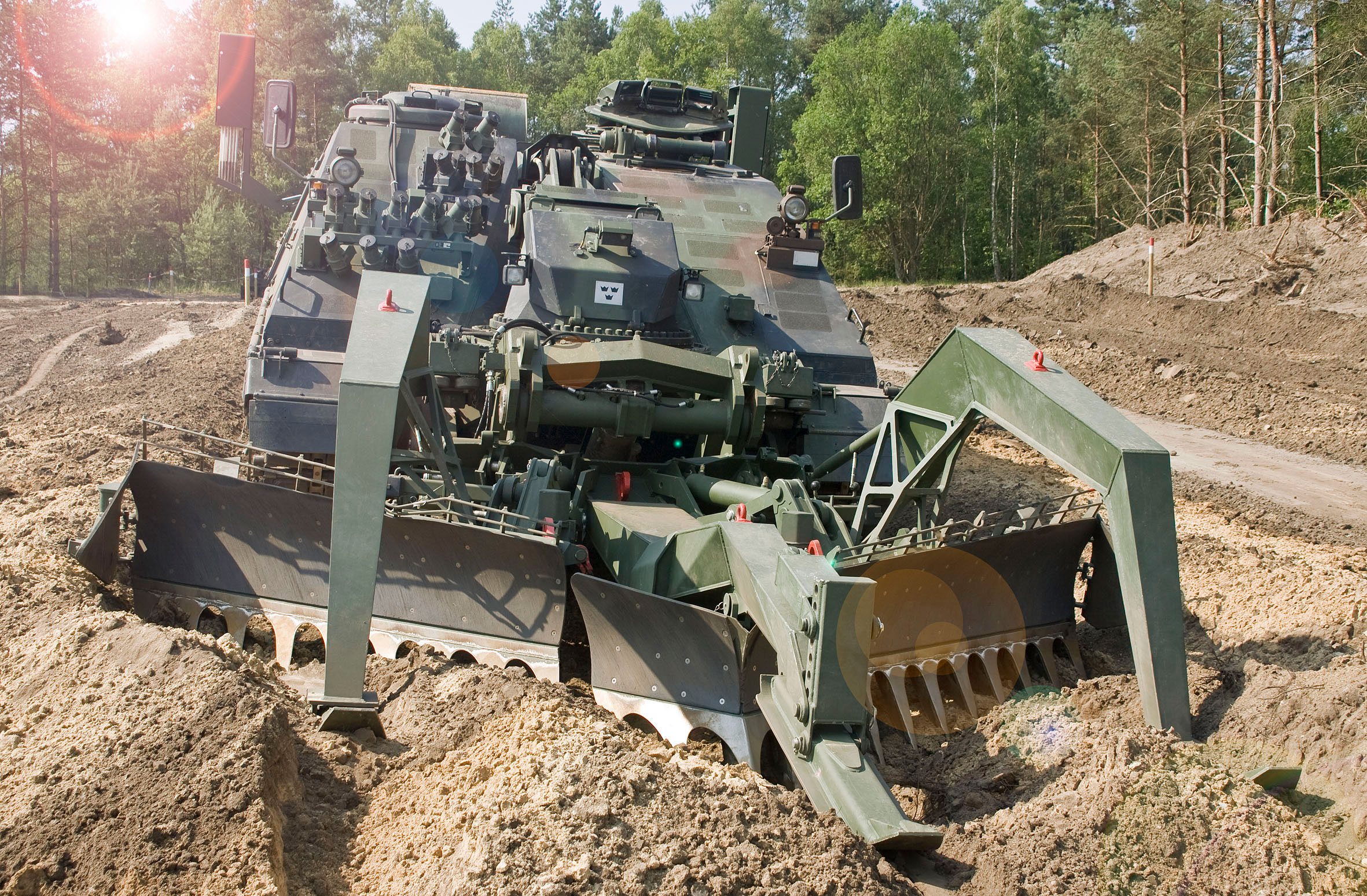
Char de déminage équipé d'une lame à peigne en coin. Elle comporte trois éléments dont la hauteur est réglée automatiquement par des patins.

### Godet concasseur
Il peut s'agir d'un godet drop muni de machoires puissantes ou d'une benne comportant un dispositif rotatif de concassage. Ces équipements permettent le concassage de matériaux directement sur le chantier.
Une innovation plus récente consiste à équiper les bulldozers de la technologie GPS, telle que celle fabriquée par Topcon Positioning Systems, Inc, Trimble Inc, ou Leica Geosystems, pour un contrôle précis des pentes et (potentiellement) une construction "sans piquets". En réponse aux nombreuses affirmations, souvent divergentes, concernant ces systèmes, le rapport Kellogg a publié en 2010 une comparaison détaillée de tous les systèmes des fabricants, évaluant plus de 200 caractéristiques pour les seuls bouteurs.

## Historique

### De l'engin

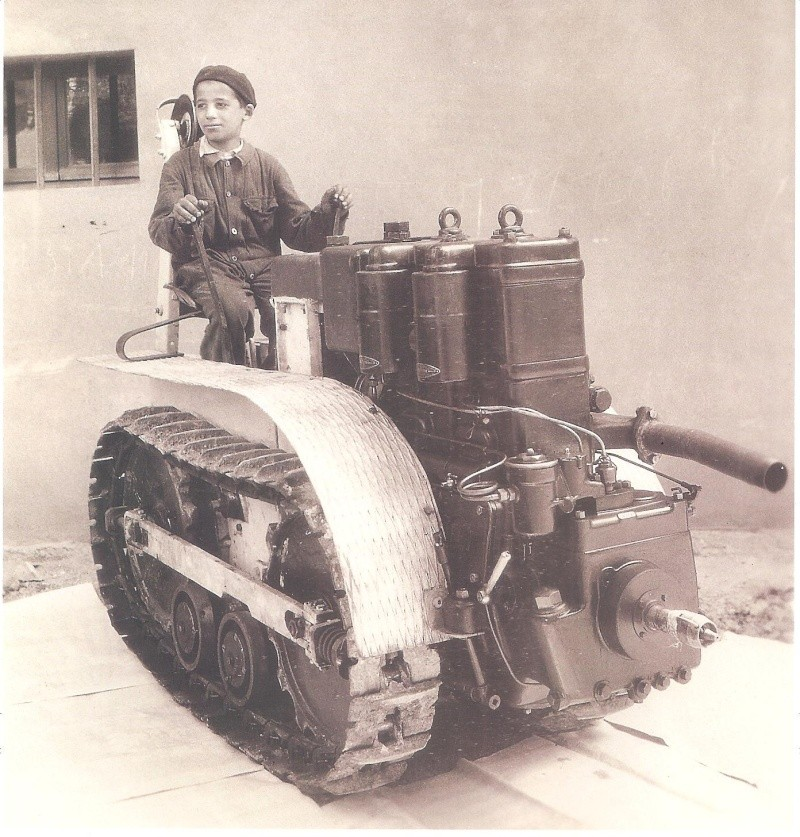
Premier tracteur à chenilles Henry Bauchet, 1914.

En 1904 Benjamin Holt démontra qu'il était possible d'adapter un train de chenilles efficace sur un tracteur agricole (la chenille Holt) et il participa ultérieurement à la fondation de la firme Caterpillar, primitivement Caterpillar Tractor Company.

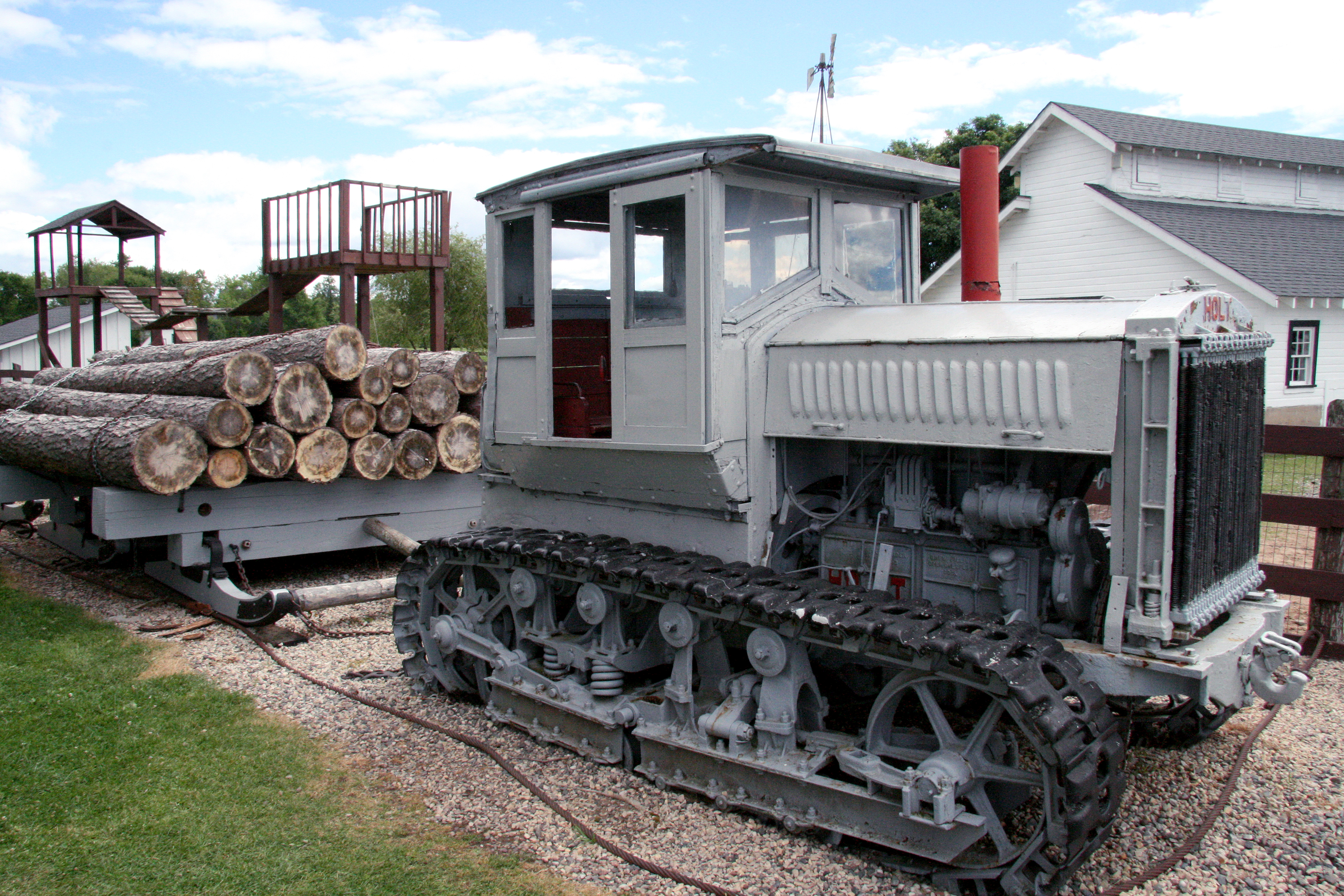
Tracteur à chenilles Holt d'avant 1925. Du fait de leur adhérence, les premiers tracteurs lourds à chenilles se prêtaient à leur transformation en bulldozer.

Le bulldozer dérive donc des tracteurs agricoles à chenilles autrefois très employés pour les labours. Le fermier James Cummings et le dessinateur J. Earl McLeod ont déposé le premier brevet en 1923, le décrivant comme un équipement de tracteur.
Il a été utilisé à partir des années 1940 et est arrivé en Europe à la suite de la Seconde Guerre mondiale pour les reconstructions.
Une innovation plus récente consiste à équiper les bulldozers de la technologie GPS, telle que celle fabriquée par Topcon Positioning Systems, Inc, Trimble Inc, ou Leica Geosystems, pour un contrôle précis des pentes et (potentiellement) une construction "sans piquets". En réponse aux nombreuses affirmations, souvent divergentes, concernant ces systèmes, le rapport Kellogg a publié en 2010 une comparaison détaillée de tous les systèmes des fabricants, évaluant plus de 200 caractéristiques pour les seuls bouteurs.

### Du mot anglais
- Dans les années 1880 : aux États-Unis, un « bull-dose », ou dose pour un taureau, était une large et efficace dose de médicament ou de mesures punitives.
- 1886 : le mot « bulldozer » désignait un pistolet de large calibre et la personne qui le portait.
- Fin du XIXe siècle : « bulldozing » voulait dire le fait d'utiliser la force extrême afin de repousser n'importe quel obstacle.
- Plus tard : le mot s'applique au véhicule.